# Julius Hey
Julius Hey (* 29. April 1832 in Irmelshausen; † 22. April 1909 in München) war ein deutscher Gesangslehrer und Musikpädagoge.

## Leben und Wirken
Nach dem Eintrag in der Matrikel der Münchner Kunstakademie war Julius Hey der Sohn eines Steinpolierers (Natursteinschleifers). Durch Vermittlung des Freiherrn Wolfgang Sartorius von Waltershausen, Professors der Geologie in Göttingen, begann er 1844 in Göttingen eine Kupferstecherlehre bei dem Architekten und Zeichner Francesco Saverio Cavallari aus Palermo. Mit dem 7. Mai 1854 ist sein Eintritt in die Münchner Kunstakademie dokumentiert, die unter dem Direktorat von Wilhelm von Kaulbach stand. Als Fach wurde eingetragen „Kupferstecher. Antikenklasse“. Mit dem 2. Mai 1856 erfolgte der Erhalt der Matrikel und begann das Studium der Malerei, das er privat bei Karl Millner fortsetzte.
Musikalische Anregungen, die er in Göttingen der Bekanntschaft mit Robert Schumann, Johannes Brahms und Joseph Joachim verdankte, bewogen ihn, die Malerei mit der Musik zu vertauschen. 1859 wurde er Privatschüler in den Fächern Komposition und Dirigieren von Generalmusikdirektor Franz Lachner in München und erhielt Gesangsunterricht bei Friedrich Schmitt (1812–1884). 1860 bis 1865 gab Hey Theorie-, Klavier- und Gesangsunterricht in Privathäusern. Zu seinen Schülerinnen und Schülern gehörten auch Mitglieder des bayerischen Hochadels: Seit Anfang 1864 war Hey als Musiklehrer im Hause der Herzöge in Bayern beschäftigt, er unterrichtete unter anderem auch Herzogin Sophie Charlotte in Bayern, die spätere Verlobte des bayerischen Königs Ludwig II.
Kurzfristig (1864) war Hey als Zweiter Kapellmeister in Augsburg engagiert. 1864 lernte er Richard Wagner kennen, der ihn 1875/76 als gesangstechnischen Beirat nach Bayreuth berief und dessen Gesangsstil er 1867–1883 als Lehrer für Sologesang an der Königlich Bayerischen Musikschule in München mit dem seines Lehrers Schmitt kombinierte. Ab 1887 wirkte er als Privatmusiklehrer in Berlin, ab 1906 in München, wo er sich im Vorort Gern niederließ.
Hey war der Begründer einer Gesangslehre, in der die Tonbildung von der (deutschen) Sprache ausgeht. Er war der Autor des dreiteiligen Werks Deutscher Gesangsunterricht, das um die Jahrhundertwende erschien und ein Lehrbuch für die Stimmbildung von Sängern war. Ein Ergänzungsband für Schauspieler erschien unter dem Titel Der kleine Hey. Die Kunst der Sprache (heute Die Kunst des Sprechens). Dieses Buch ist bis heute ein Standardwerk in der Sprecherziehung. Seinen Titel hat Sönke Wortmann für seinen Kinofilm Kleine Haie (1992) als Wortspiel verwendet. Ein unvollendetes Memoirenwerk, zur Ergänzung des Deutschen Gesangsunterrichts, gab Heys Sohn Hans Erwin Hey überarbeitet unter dem Titel „Richard Wagner als Vortragsmeister 1864–1876. Erinnerungen von Julius Hey“ heraus. Es enthält auch eine Anzahl von Briefen Wagners aus den Jahren 1875 bis 1878.

### Privates
Verheiratet war Julius Hey mit zwei Töchtern des Obergerichtsanwalts Dr. Samuel Benfey (1806–1871), Bruder des Orientalisten Theodor Benfey, und Karoline, geb. Coppel (1814–1880): in erster Ehe ab 1865 mit Karoline (1840–1880), in zweiter Ehe ab 1885 mit Amelie (1843–1907). Kinder der ersten Ehe waren der Klassische Philologe Oskar Hey, der Maler Paul Hey, die Malerin Else Gürleth-Hey, der Diplomat Siegfried Hey, die Opernsängerin Ottilie Hey und der Sänger und Gesangslehrer Johannes Julius Hey, genannt Hans Erwin Hey.

## Schriften
- Wie Wagner mit seinem Siegfried probte: Aus meinen Erinnerungen an die Proben der Bühnenfestspiele in Bayreuth 1875–76. Neue Deutsche Rundschau XII, S. 485–517. S. Fischer, Berlin [1901].

## Kompositionen (Auswahl)
- Drei Lieder op. 1. Breitkopf und Härtel, Leipzig 1869.
- Dem einigen Deutschland: 1870. 4 Männerquartette mit Begleitung durch Pianoforte ad libitum. Partitur und Stimmen. Aibl, München 1871.
- Wenn der Tag vollbracht. Challier, Berlin 1874.
- Leichte Kinderlieder. Breitkopf und Härtel, Leipzig, 1876.
- Sechs Gesange op. 5 / Das Krokodil von Singapur, komisches Duett für zwei Baßstimmen op. 6. Schott, Mainz 1885.
- Vier Lieder op. 7 / Acht Gesange op. 10. Challier, Berlin 1888.
- Neue Kinderlieder op. 12. Breitkopf und Härtel, Leipzig, 1892.
- Vier Duette op. 15 / Zwei Duette op. 16. Breitkopf und Härtel, Leipzig 1899.

Julius Hey hinterließ außerdem eine große Anzahl von Manuskripten: Klavierlieder, gemischte- und Frauenchöre mit und ohne Begleitung, ein Psalm für Solo und Orchester; Klavierstücke zu zwei und vier Händen, Phantasiestücke für Bratsche und Klavier, eine Cellosonate, ein Klavierquartett und anderes.

## Schüler (Auswahl)
- Max Büttner
- Andreas Dippel
- Franz Haböck
- Karl Adolf Hallwachs (1868–1959)[6]
- Mathilde Hummel
- Maikki Järnefeldt-Palmgren (1871–1928)
- Elise Kutscherra de Nyß
- Rosa Olitzka
- Josef Pembaur der Ältere
- Martin Plüddemann
- Herzogin Sophie in Bayern
- Georg Unger[7]